# Киевский национальный университет строительства и архитектуры
Киевский национальный университет строительства и архитектуры (укр. Київський національний університет будівництва та архітектури) — высшее учебное заведение, основанное в 1930 году. Университет является ведущим учебным заведением IV уровня аккредитации на Украине по подготовке специалистов для архитектурно-строительной отраcли.

## История
Основан в 1930 году на базе отделения фабрично-заводского и коммунального строительства Киевского политехнического института и архитектурного факультета Киевского художественного института как Киевский строительный институт. Вначале размещался на улице В. Чкалова, затем — на улице Пирогова, позднее — располагался в здании, построенном в стиле классицизма, по проспекту Победы, 10 (тогда бульвару Шевченко).
В 1939 году перешёл в подчинение народного Комиссариата по строительству и получил название Киевский инженерно-строительный институт (КИСИ, укр. КІБІ).
В 1963 году институт переехал в новое здание (главный корпус) по Воздухофлотскому проспекту № 31, созданное коллективом архитекторов: Гопкало В. И., Каток Л. Б., Либерберг М. Р.

В комплексе зданий послевоенной постройки 1949 года по улице Просвещения № 5 разместились геодезический корпус, общежитие и профилакторий.
В 1965—1966 годах за зданием главного корпуса, по улице Просвещения № 3, сооружён спортивный комплекс, состоящий из стадиона и трёхэтажного корпуса со спортивными залами и плавательным бассейном (архитекторы Гусев Н. А., Каток Л. Б., Либерберг М. Р.).

В 1966 году начал функционировать актовый зал.
23 марта 1976 года Указом Президиума Верховного совета СССР Киевский инженерно-строительный институт был награждён орденом Трудового Красного Знамени за достигнутые успехи в подготовке специалистов для народного хозяйства и выполнении научных исследований в девятой пятилетке. В связи с этим в холле главного корпуса была установлена гранитная плита. 31 марта 1976 года был издан указ, в соответствии с которым институт стал называться «Киевский ордена Трудового Красного Знамени инженерно-строительный институт».
В 1978 году со стороны улицы Просвещения к главному корпусу был пристроен четырёхэтажный корпус с аудиториями и кабинетами, соединённый позднее со зданием информационно-вычислительного центра и девятиэтажным лабораторным корпусом.
В 1982 году со стороны улицы Ивана Клименко № 2 было построено здание для архитектурного факультета (архитекторы Филенко Л. И., Гершензон М. Ш., Коробка В. Л.), площадью 14 567 м². Силами самих студентов в течение 1982—1983 годов завершались строительно-отделочные работы архитектурного корпуса.
В 1985 году перед главным корпусом института по собственному проекту и собственными силами был сооружён монумент Победы, посвящённый сотрудникам института, павшим в Великой Отечественной войне.
В 1986 году, с июня по август студенты института привлекались к проектированию и строительству посёлка в районе села Здвижевка для семей, эвакуированных из Чернобыльской зоны. Сводный стройотряд КИСИ трудился под лозунгом: «Сами проектируем — сами строим!»
С осени 1989 года студенты проводили акцию «Бойкот Военной кафедры», расположенной по улице Ивана Клименко № 6/4, проходившую во многих ВУЗах СССР. Почти все требования бойкотирующих были выполнены.
В 1990 году, со 2 по 17 октября студенты принимали активное участие во всеукраинской забастовке «Революция на граните» на площади Октябрьской революции г. Киева.
В августе 1993 года институт был переименован в Украинский государственный университет строительства и архитектуры (УГУСА, укр. УДУБА). Спустя две недели, к началу учебного года — в Киевский государственный технический университет строительства и архитектуры (КГТУСА, укр. КДТУБА).
26 февраля 1999 года Указом президента Украины Л. Кучмы университету был предоставлен статус национального с переименованием в Киевский национальный университет строительства и архитектуры (КНУСА, укр. КНУБА).
В 2011 году за счёт строительства на территории института 16-го жилого здания по ул. Просвещения № 3А, был отремонтирован стадион с трибунами.
Из стен университета вышли два Героя Советского Союза, 1 Герой Социалистического Труда, более 70 лауреатов Ленинской и Государственной премий СССР, Государственной премии УССР, премии им. Т. Шевченко, заслуженных деятелей науки, лауреатов международной премии имени Гулака-Артемовского, семь мастеров спорта международного класса, тридцать шесть мастеров спорта, свыше пятисот кандидатов в мастера спорта.
За годы своего существования университет подготовил свыше сорока тысяч инженеров и архитекторов, в том числе около полутора тысяч специалистов для семидесяти стран мира.
В 2015 году со стороны Преображенской улицы (бывшей улицы Ивана Клименко) открыт памятник Герою Небесной Сотни — Александру Плеханову, выпускнику архитектурного факультета КНУСА, погибшему на 18 февраля 2014 года во время Евромайдана.

## Корпусы
- Главный корпус
- Левое крыло
- Правое крыло
- Пристройка
- Лабораторный корпус
- Корпус архитектурного факультета
- Спортивный корпус
- Библиотека
- Корпус военной кафедры
- Геодезический корпус

## Факультеты и специальности
Строительный факультет:
- Промышленное и гражданское строительство
- Градостроительство и городское хозяйство
- Автомобильные дороги и аэродромы
- Менеджмент организаций
- Экономика предприятия
- Учёт и аудит

Архитектурный факультет:
- Архитектура зданий и сооружений
- Градостроительство
- Дизайн (архитектурной среды)
- Изобразительное и декоративно-прикладное искусство

Строительно-технологический факультет:
- Технология строительных конструкций, изделий и материалов
- Товароведение и коммерческая деятельность

Факультет автоматизации и информационных технологий:
- Компьютерные науки
- Компьютерная инженерия
- Инженерная механика
- Машинное строительство
- Прикладная механика (инженерная логистика)
- Автоматизация и компьютерно-интегрированные технологии
- Безопасность информационных и коммуникационных систем
- Электромеханика
- Профессиональное обучение. Производство, эксплуатация и ремонт подъёмно-транспортных, строительных, дорожных, мелиоративных машин и оборудования
- Профессиональное обучение. Компьютерные технологии в управлении и обучении

Факультет геоинформационных систем и технологий управления территориями:
- Геоинформационные системы и технологии
- Оценка земли и недвижимости
- Землеустройство и кадастр
- Космический мониторинг Земли
- Геодезия
- Туризм

Санитарно-технический факультет (факультет инженерных систем и экологии с 1.09.2014):
- Теплогазоснабжение и вентиляция
- Водоснабжение и водоотведение
- Экология и охрана окружающей среды
- Теплоэнергетика
- Гидротехническое строительство

## Ректоры
- Е. Г. Яковлев (директор) (1930—1935)
- Н. В. Лазуков (директор) (1937—1938)
- В. Е. Шишкин (директор) (1938)
- Лысюк (директор) (? — 1944)
- Фёдор Иванович Фурсов (директор) (1944—1948)
- Николай Дмитриевич Плехов (директор) (1948—1955)
- А. Л. Калищук (первый ректор) (1955—1961)
- Юрий Александрович Ветров (1961—1983)
- Анатолий Михайлович Тугай (1984 — июнь 2012)
- Виктор Андреевич Баженов (исполняющий обязанности ректора) (июнь—сентябрь 2012)[5]
- Пётр Мусиевич Куликов (2012 — настоящее время)[6].

## Награды и репутация
- В отрасли строительства и архитектуры — 1-е место по Украине.
- Рейтинг вузов Украины «Компас» 2011 — 4-е место (из-за разделения мест — 4-6).
- Рейтинг вузов Украины «Компас» 2012 — 5-е место (из-за разделения мест — 6)[7].
- Рейтинг вузов Украины «Компас» 2013 — 5-е место (из-за разделения мест — 7-8)[8].
- Рейтинг университетов «ТОП-200 Украина» 2014 года — 44-е место[9].
- Рейтинг университетов «ТОП-200 Украина» 2015 года — 52-е место[10].
- Рейтинг университетов «ТОП-200 Украина» 2016 года — 46-е место[11].
- Рейтинг университетов «ТОП-200 Украина» 2017 года — 43-е место[12].
- Рейтинг университетов «ТОП-200 Украина» 2018 года — 41-е место[13].
- Рейтинг университетов «ТОП-200 Украина» 2019 года — 43-е место[14].
- Рейтинг университетов «ТОП-200 Украина» 2020 года — 54-е место[15].
- Рейтинг университетов «ТОП-200 Украина» 2021 года — 46-е место[16].